# ヒメガンクビソウ
ヒメガンクビソウ（姫雁首草、学名：Carpesium rosulatum ）は、キク科ガンクビソウ属の多年草 。

## 特徴
茎は直立して細く、高さ15-45cmになり、軟毛を密生させ、上部は分枝する。根出葉はロゼット状になり、さじ形で先端は鈍く、縁は不ぞろいの鋸歯があり、茎につく葉は狭小でまばらに互生する。根出葉は花時まで残る。
花期は8-10月。茎先が分枝し、枝先に下向きに頭状花序をつける。頭花はやや球形で径5mmになり、すべて筒状花で雌花と両性花からなり、花は淡黄色。総苞は長さ6.5mmになる筒鐘形で、総苞片は3列、外片は卵形で短く反り返り、中片・内片は乾膜質で直立する。しばしば頭花の基部に1-2個の苞状葉がある。果実は痩果で、長さ3.5mmになる。
根出葉が花時まで残る、同属のサジガンクビソウ C. glossophyllum に似るが、頭花も小さく、全体に小さい。

## 分布と生育環境
日本では、本州の関東地方以西、四国、九州（屋久島まで）に分布し、やや乾いた山林内に生育する。国外では朝鮮半島の済州島に分布する。
多くの図鑑では、分布域は本州では関東地方以西とされているが、本州の東北地方でも（青森県津軽地方まで）確認されている。

## 名前の由来
和名ヒメガンクビソウの「ガンクビ（雁首）」は、花のようすがキセルの雁首に似ているのでいい、「ヒメ（姫）」は日本に分布するガンクビソウ属の中で一番小さいためつけられた。

## ギャラリー
- 特に多く花をつけたもの
- 花時にも残る根出葉。
- 根出葉の形を示す
- 頭花の基部に2個の苞状葉がある。